# Phyllodoce costata
Phyllodoce costata är en ringmaskart som beskrevs av Grube 1850. Phyllodoce costata ingår i släktet Phyllodoce och familjen Phyllodocidae. Inga underarter finns listade i Catalogue of Life.